# Вулиці Південного (Одеська область)
У місті Південне нараховується 19 вулиць, 1 площа і 2 проспекти.

## Б
- Будівельників вул.

## В
- Вишнева вул.

## Г
- Гайдамацька вул.
- Горбатко вул.
- Григорівського десанту просп.

## І
- Іванова вул.

## К
- Квіткова вул.
- Кедрова вул.
- Комунальна вул.

## М
- Миру просп.

## Н
- Новобілярська вул.

## О
- Одеська вул.

## П
- Перемоги пл.
- Приморська вул.

## Р
- Радісна вул.

## С
- Геннадія Савельєва вул.
- Сонячна вул.
- Старокиївська дор.

## Т
- Тіниста вул.

## Х
- Хіміків вул.

## Ц
- Центральна вул.

## Ш
- Тараса Шевченка вул.